# اروین کیز
اروین کیز (به انگلیسی: Irwin Keyes) (زاده ۱۶ مارس ۱۹۵۲ - درگذشته ۸ ژوئیه ۲۰۱۵) هنرپیشه آمریکایی بود.
از فیلم‌های معروف او می‌توان به بازی در فیلم سنگدلی تحمل‌ناپذیر و اعتراف به گناه اشاره کرد.
وی در ۸ ژوئیه ۲۰۱۵ در سن ۶۳ سالگی بر اثر بیماری آکرومگالی در گذشت.